# Strażnica WOP Przesieka

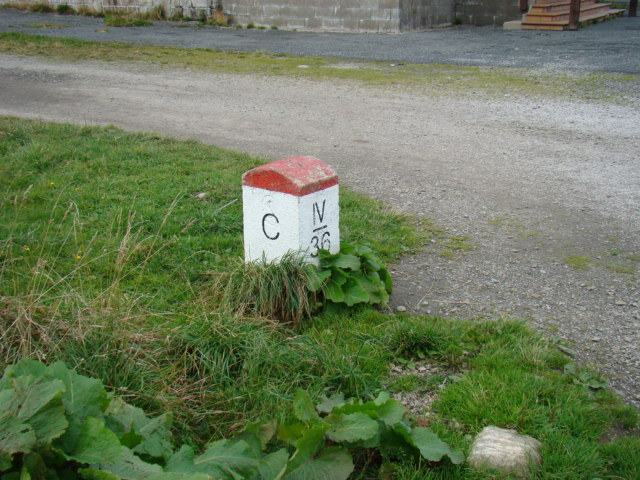
Granica polsko-czeska, znak gran. nr IV/36 (wrzesień 2012)

Strażnica Wojsk Ochrony Pogranicza Hinter Zaalberg/Matejkowice/Przesieka – zlikwidowany pododdział Wojsk Ochrony Pogranicza pełniący służbę graniczną na granicy polsko-czechosłowackiej.
Strażnica Straży Granicznej na Przesiece – zlikwidowana graniczna jednostka organizacyjna Straży Granicznej realizująca zadania bezpośrednio w ochronie granicy państwowej z Czechosłowacją/Republiką Czeską.

## Formowanie i zmiany organizacyjne
Strażnica została sformowana w 1945 w strukturze 1 komendy odcinka Szklarska Poręba jako 2 strażnica WOP (Hinter Zaalberg) o stanie 56 żołnierzy. Kierownictwo strażnicy stanowili: komendant strażnicy, zastępca komendanta do spraw polityczno-wychowawczych i zastępca do spraw zwiadu. Strażnica składała się z dwóch drużyn strzeleckich, drużyny fizylierów, drużyny łączności i gospodarczej. Etat przewidywał także instruktora do tresury psów służbowych oraz instruktora sanitarnego.
W 1947 została przeformowana na strażnicę I kategorii o stanie 55 wojskowych.

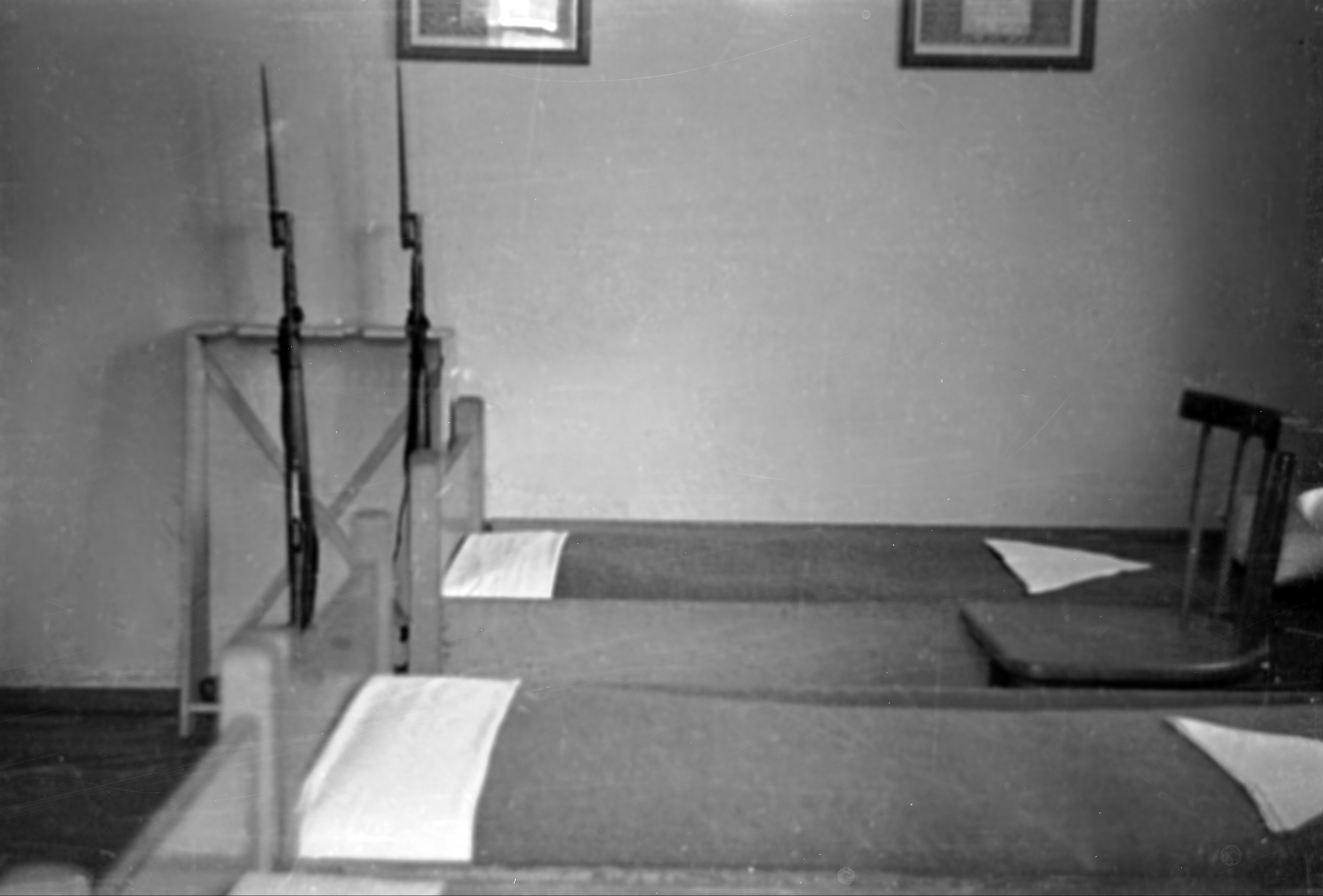
Izba żołnierska w strażnicy (1945–1950)

W związku z reorganizacją oddziałów WOP, 24 kwietnia 1948 strażnica została włączona w struktury 12 batalionu Ochrony Pogranicza, a 1 stycznia 1951 81 batalionu WOP w Szklarskiej Porębie.
Od 15 marca 1954 wprowadzono nową numerację strażnic, a strażnica WOP Przesieka I kategorii otrzymała nr 4. 
W 1956 rozpoczęto numerowanie strażnic na poziomie brygady. Strażnica specjalna Przesieka była 4. w 8 Brygadzie Wojsk Ochrony Pogranicza. W 1960, po kolejnej zmianie numeracji, strażnica posiadała numer 26 i zakwalifikowana była do kategorii II w 8 Łużyckiej Brygadzie WOP . W 1964 strażnica WOP nr 25 Przesieka uzyskała status strażnicy lądowej i zaliczona została do III kategorii.
W 1976 batalion zabezpieczał łączność telefoniczną. Linia zamontowana była na słupach pomiędzy batalionem a strażnicą. Dochodziła do Wielkiego Szyszaka. Pomiędzy Wielkim Szyszakiem a Śnieżnymi Kotłami była przerwa. Żołnierze sprawdzali ten odcinek ale nie mogli zadzwonić. Jeśli żołnierz podczas służby chcąc się połączyć ze strażnicą, rozkręcał złączki na drutach, przyczepiał krokodylki do drutów, kręcił korbką, aparatu telefonicznego, który nosił przy sobie. W tym czasie w strażnicy spadały klapki, a dyżurny wsadzał sznur do gniazdka centrali telefonicznej CB-20. Gdy obaj wykonali te czynności, mogli zacząć rozmowę. Batalion wyposażony był w radiotelefony ale były zbyt duże i ciężkie, by żołnierze patrolujący góry mogli je nosić ze sobą. Dyżurni–operacyjni mieli radiotelefony ale one też były bardzo dużych rozmiarów. Niezależnie od sieci łączności batalionu ze strażnicami, istniała sieć łącząca strażnicę z terenem, który jej podlegał. Na głównym grzbiecie Karkonoszy, od strony strażnicy Kamieńczyk, linia rozciągnięta była na trzymetrowych słupach aż do Łabskiego Szczytu. Między Śnieżnymi Kotłami a Twarożnikiem często się rwała, więc została schowana pod ziemię na głębokość dwudziestu centymetrów, zostawiając pojedyncze słupy ze skrzynkami telefonicznymi, by mógł zadzwonić i zameldować się, co było jego obowiązkiem w trakcie patrolowania granicy. Taki słup był np., na rozwidleniu ścieżek w pobliżu źródeł Łaby. Słupy telefoniczne zdemontowane zostały w latach 80. Wojsko wydzierżawiło łącza telefoniczne od Telekomunikacji Polskiej i nie było potrzeby utrzymywania własnej łączność.
Na strażnicy były hodowane świnie, karmione resztkami jedzenia. Taka gospodarka trwała do 1989. Potem żołnierzy ubywało, więc zaprzestano prowadzenia tej działalności. Zgodnie z normą żołnierz dziennie otrzymywał 4400 kalorii w tym dodatek górski.
Strażnica WOP Przesieka do 15 maja 1991 była w strukturach Łużyckiej Brygady Wojsk Ochrony Pogranicza.
Straż Graniczna:
16 maja 1991 strażnica w Przesiece została włączona w struktury Łużyckiego Oddziału Straży Granicznej i przyjęła nazwę Strażnica Straży Granicznej na Przesiece.

## Ochrona granicy

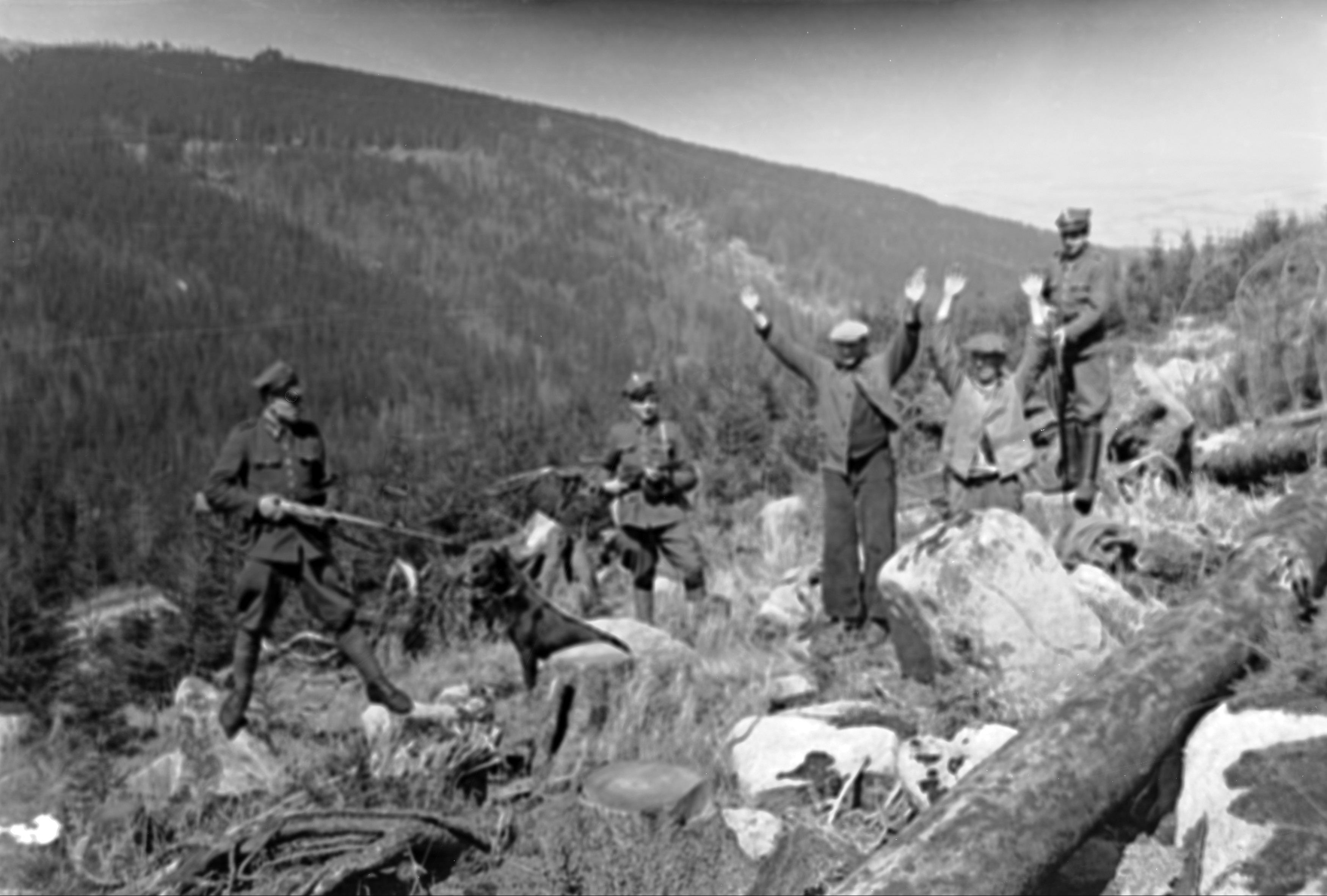
Żołnierze WOP zatrzymali przestępców granicznych (1945–1950)

W 1958, w strażnicy zorganizowano drużynę służby niemundurowej N – w ubraniach cywilnych (żołnierze zasadniczej służby), celem zabezpieczenia ruchu turystycznego wzdłuż granicy państwowej tj. Drogi Przyjaźni.
1 stycznia 1964 na ochranianym przez strażnicę odcinku granicy państwowej, funkcjonowało przejście graniczne małego ruchu granicznego (mrg) w których kontrolę graniczną i celną osób, towarów oraz środków transportu wykonywała załoga strażnicy:
- Przesieka-Špindlerův Mlýn.

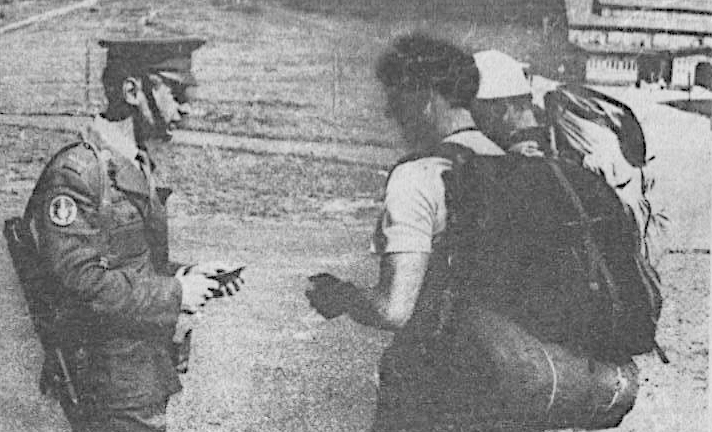
Żołnierz WOP podczas pełnienia służby granicznej na Drodze Przyjaźni Polsko-Czechosłowackiej (1987)

16 grudnia 1989 Strażnica WOP Przesieka przejęła pod ochronę odcinek granicy państwowej od znaku granicznego nr VI/40/2 do znaku granicznego nr VI/42/5 po rozformowanej Strażnicy WOP Kamieńczyk.
W ochronie granicy dowódcy strażnicy ściśle współpracowali ze swoimi odpowiednikami tj. naczelnikami placówek OSH (Ochrana Statnich Hranic) CSRS.
Straż Graniczna:
Komendanci strażnicy współdziałali w zabezpieczeniu granicy państwowej z placówkami po stronie czeskiej cizinecké policie RCPP.
2 lipca 1997, na odcinku strażnicy zostało uruchomione przejście graniczne na szlaku turystycznym w którym odprawę graniczną i celną osób, towarów, i środków transportu, wykonywała załoga strażnicy:
- Przesieka-Špindlerův Mlýn.

## Wydarzenia

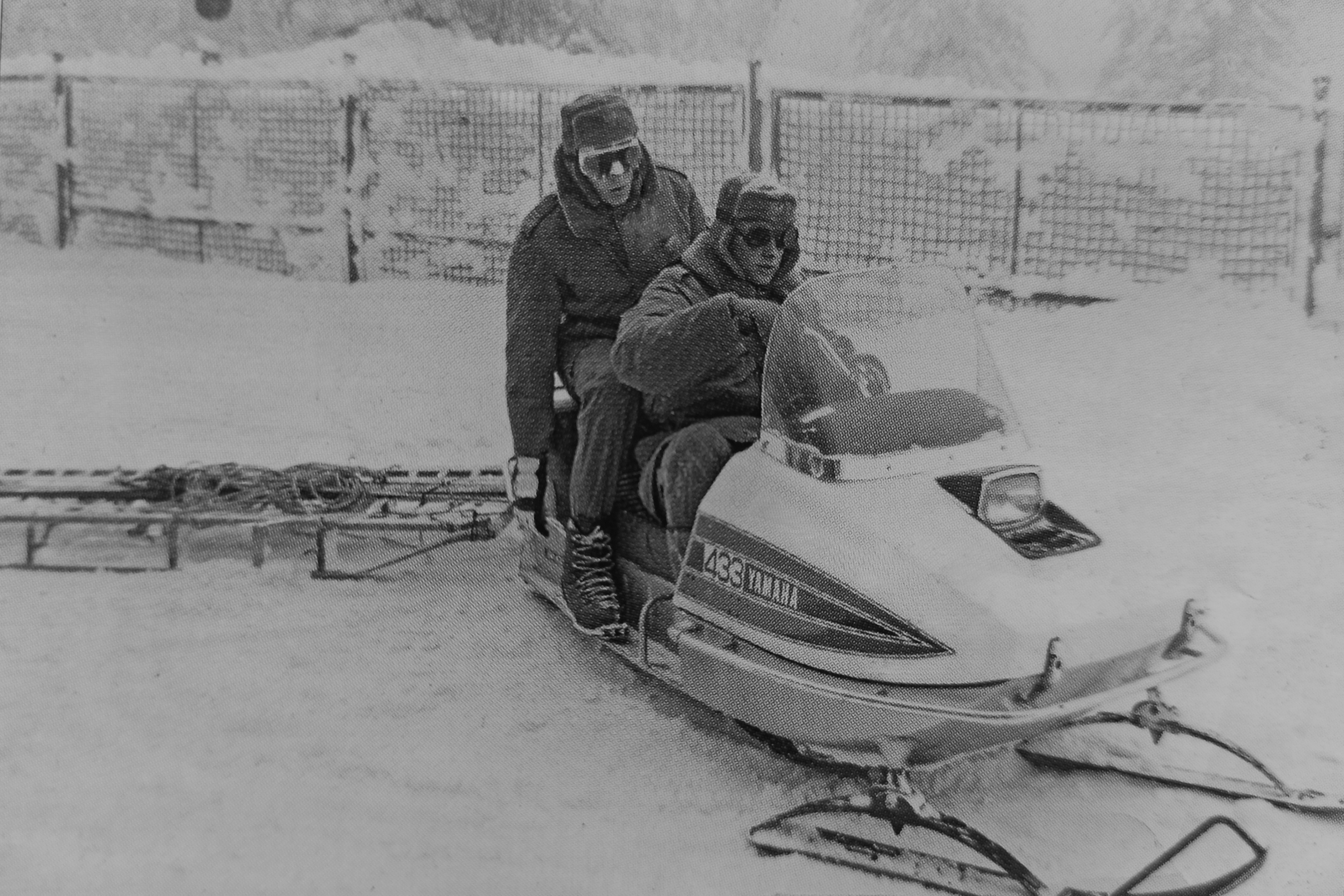
Żołnierze WOP na skuterze śnieżnym typu Buran

- Koniec lat 70. – strażnice górskie WOP wyposażone zostały w skutery produkcji radzieckiej typu Buran umożliwiające patrolowanie granicy górskiej także w zimie niezależnie od grubości pokrywy śnieżnej[15].
- 13 grudnia 1981–22 lipca 1983 – (stan wojenny w Polsce), normę służby granicznej dla żołnierzy podwyższono z 8 do 12 godzin na dobę. Patrole wysyłane w teren zostały wzmocnione. Wyeliminowano służby składające się z jednego żołnierza. Ścisłą kontrolą objęto całą strefę nadgraniczną, zamknięte zostały niektóre szlaki turystyczne, a ruch w strefie nadgranicznej został znacznie ograniczony. W stan gotowości były postawione wszystkie pododdziały odwodowe. Mimo utrudnionych warunków nie zaprzestano współpracy z ludnością pogranicza[16].
- 1986 – po katastrofie w Czarnobylu z polecenia wyższych przełożonych została przeprowadzona akcja przez lekarza batalionu tj. objechania domów kadry strażnicy i podania ich dzieciom otrzymanego z Wrocławia płynu Lugola, który miał blokować wchłanianie przez tarczycę jodu radioaktywnego[17].

Straż Graniczna:
- 1992 – otrzymano na wyposażenie samochody Land Rover Defender I 110, skutery śnieżne, z czasem czterokołowce. To była nowa, wyższa jakość po GAZ-69 i UAZ 469 oraz skuterach śnieżnych Buran, które spalały dużą ilość paliwa i były awaryjne. Nowe skutery Scandic były szybkie, zwrotne i wygodniejsze[18].

## Strażnice sąsiednie
- 1 strażnica WOP Wolfschau ⇔ 3 strażnica WOP Bande – 1946
- 1 strażnica OP Wilcza Poręba ⇔ 3 strażnica OP Kamieńczyk – 1949
- 3 strażnica WOP Schronisko pod Śnieżką III kat. ⇔ 5 strażnica WOP Kamieńczyk II kat. – 1956
- 27 strażnica WOP Schronisko pod Śnieżką IV kat. ⇔ 25 strażnica WOP Kamieńczyk III kat. – 30.01.1959
- 26 strażnica WOP Schronisko pod Śnieżką lądowa III kat. ⇔ 24 strażnica WOP Kamieńczyk lądowa III kat. – 1.01.1964
- Strażnica WOP lądowa rozwinięta Śnieżka ⇔ Strażnica WOP lądowa rozwinięta Kamieńczyk – 15.12.1989
- Strażnica WOP lądowa rozwinięta Śnieżka ⇔ Strażnica WOP lądowa rozwinięta Jakuszyce – 16.12.1989.

## Komendanci/dowódcy strażnicy

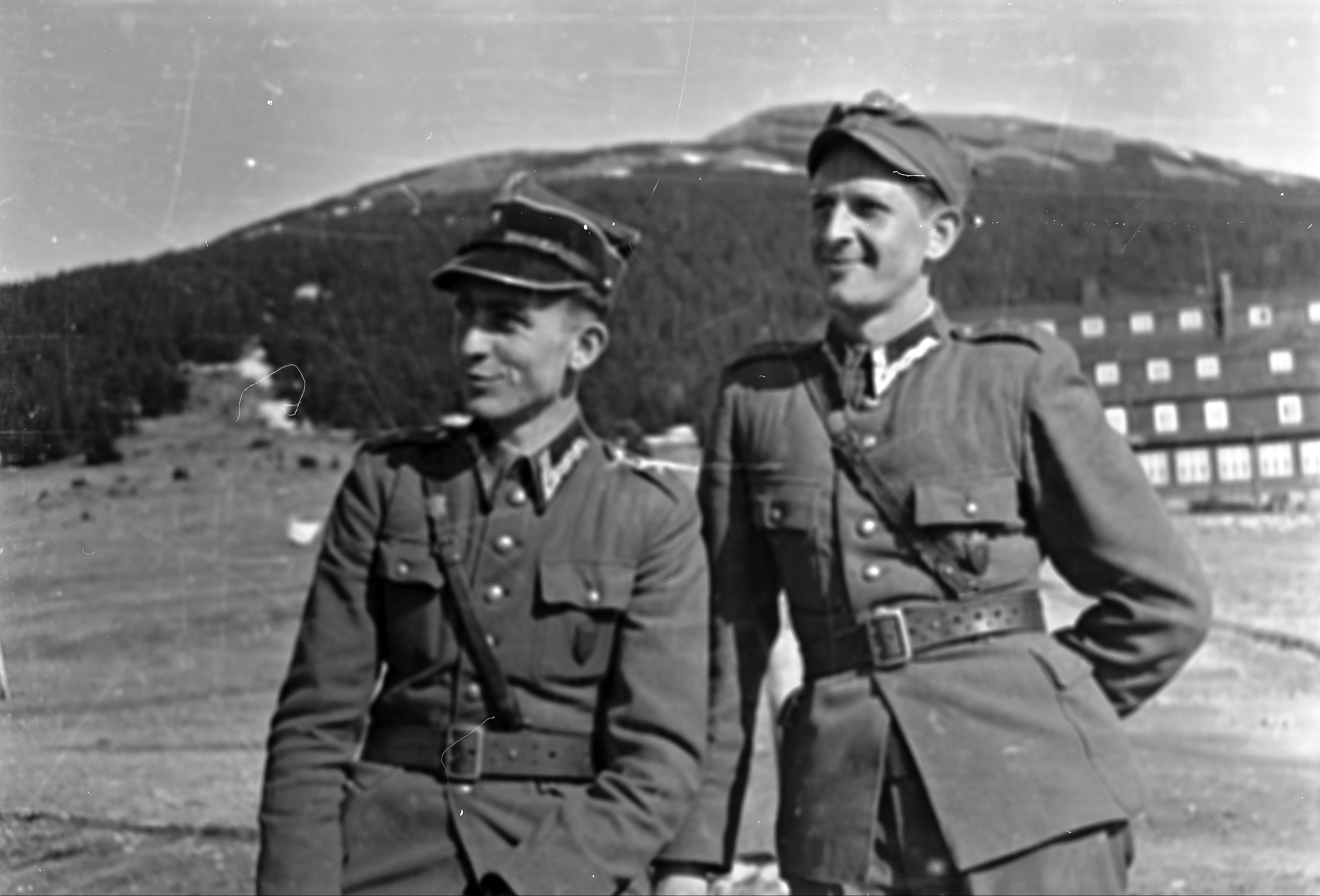
Oficerowie WOP (1945–1950)

- por. Ryszard Olejak (był w 10.1946[g]–1948)[19]
- Mieczysław Kręglicki (2.01.1950–9.05.1950)[20]
- st. sierż. Antoni Kubicki (był do 1952)
- chor. Andrzej Kocioł (1952–1952)
- chor. Leon Koroblewski (był od 1952)
- nn
- por. Czesław Badowski (1961–1963)
- kpt. Jerzy Morawiec (1975–1978)
- kpt. Janusz Grodowski (1978–1981)
- por. Waldemar Cybulski (1981–1983)
- p.por. Jarosław Sołoducha (1983–1984?)
- kpt. Jan Sacharczuk (do 1989)
- por. Andrzej Racis (1989–1990)
- Janusz Perz (1990–15.05.1991)

Komendanci strażnicy SG:
- ppłk SG Janusz Perz (16.05.1990–był w 2000) – do rozformowania.